# Refrigerador de dos atuells

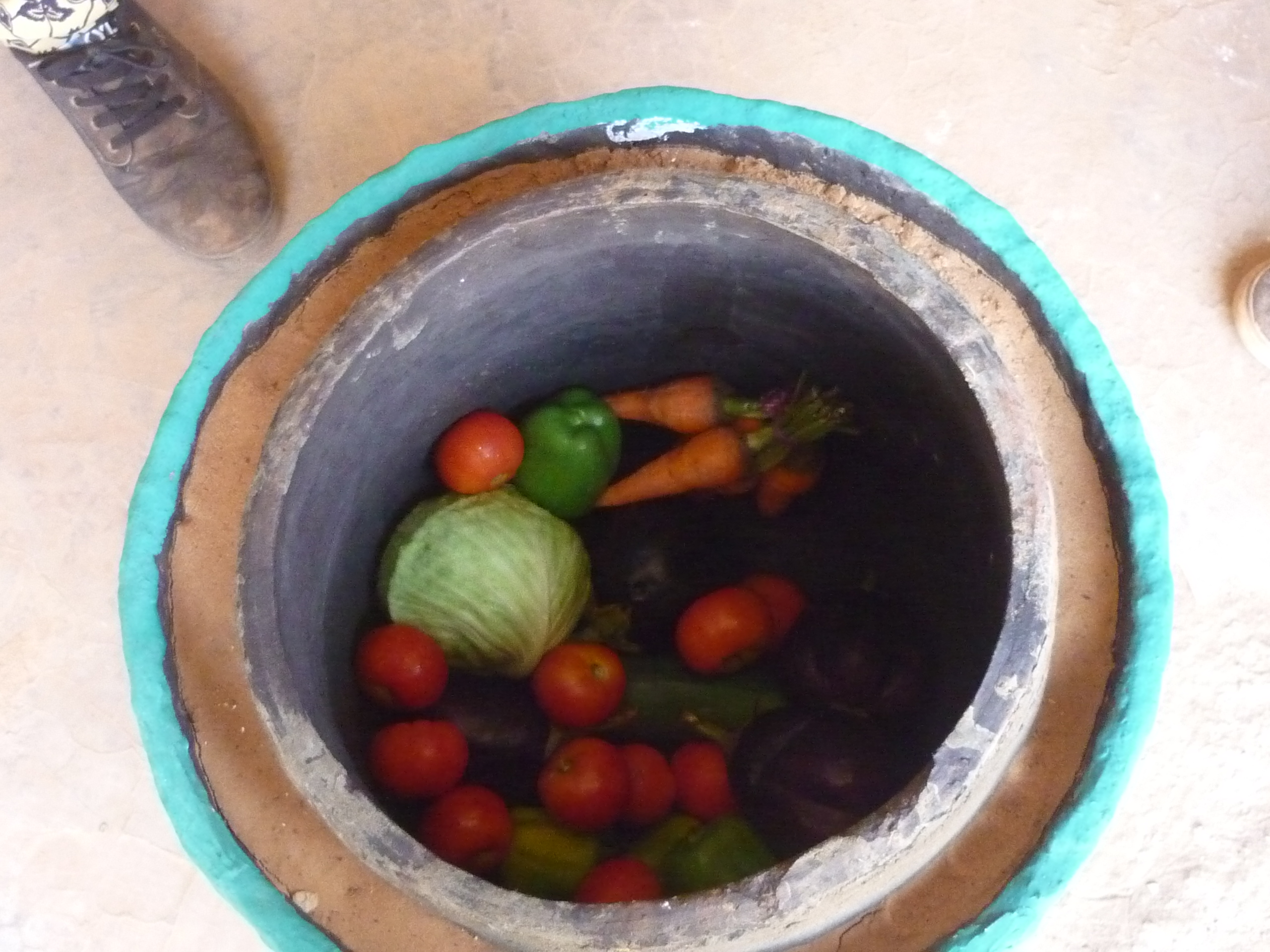
Un refrigerador de ceràmica que conté vegetals

Un refrigerador de dos atuells o zeer (en àrab زير, zīr) és un tipus de dispositiu de refrigeració mitjançant evaporació que no requereix d'electricitat per al seu funcionament. Utilitza un atuell exterior de ceràmica porosa, que al seu torn allotja un segon atuell interior, dins l'espai entre ambdós atuells es troba hi ha un farciment de sorra humida. La superfície de l'atuell interior pot estar vidriada per evitar que el líquid contingut a la sorra passi al seu interior, dins d'aquest atuell es col·loca el menjar que es vol preservar - l'evaporació del líquid contingut entre els dos atuells extreu calor del vas interior. El dispositiu pot ser utilitzat per a refrigerar tot tipus de substàncies. Aquesta tecnologia simple només requereix un flux d'aire relativament sec i una font d'aigua.

## Història
Existeixen evidències que la refrigeració per evaporació ja era utilitzada cap al 2500 aC en l'Imperi Antic d'Egipte. Diversos frescos mostren a esclaus ventant atuells amb aigua, fet que augmenta el flux d'aire que passa per les atuells porosos i augmenta l'evaporació, refrigerant el seu contingut. Aquests atuells encara existeixen en l'actualitat i se'ls anomena "Zeer", d'aquí el nom que se li dona al refrigerador de dos atuells.
Nombrosos elements ceràmics han estat descoberts entre els objectes de la Cultura de la vall de l'Indus, que es remunta al 3000 aC, els quals probablement van ser usats per emmagatzemar i refrigerar aigua de manera similar als Ghara o matki utilitzats en l'actualitat a l'Índia i el Pakistan.
Malgrat haver estat desenvolupada en el nord d'Àfrica, sembla que aquesta tecnologia va ser oblidada amb l'arribada dels refrigeradors elèctrics. No obstant això, en el sub-continent indi, hi ha diferents tipus d'atuells ceràmics utilitzats pera refrigerar l'aigua com els: ghara, matka i surahi. A la península ibèrica, són molt populars els càntirs. El càntir, en ser un contenidor d'argila porosa s'utilitza per a emmagatzemar i refrigerar l'aigua; ha estat en ús durant centenars d'anys, i encara és molt popular en l'actualitat.
Durant la dècada de 1990, a la zona rural del nord de Nigèria, Mohamed Bah Abba va desenvolupar el Sistema de Refrigeració de dos atuells concèntrics, consistent en un vas petit col·locat dins d'un altra de més gran i amb l'espai entre ells farcit de sorra humida. L'atuell interior es pot utilitzar per emmagatzemar fruita, vegetals, o begudes gasoses que es cobreixen amb un drap humit..
Abba, descendent d'una família de fabricant d'atuells de ceràmica, va aprofitar les capacitats de la mà d'obra local desocupada i va contractar artesans hàbils de ceràmica per produir el primer grup de 500 sistemes de doble atuell. El 2001 va ser premiat amb el Rolex Award a l'Emprenedoria i va utilitzar els 75,000 dòlars del premi perquè el seu invent fos conegut per tota Nigèria. Abba va dissenyar una campanya educativa adequada a la vida a la població analfabeta basada en un enregistrament de vídeo utilitzant artistes locals per dramatitzar els beneficis del refrigerador.
Posteriorment diverses ONGs internacionals van començar a treballar per tal de disseminar aquesta tecnologia per diversos països d'Àfrica: Practical Action al Sudan i Humanity first a Gàmbia i Movement eV. a Burkina Faso.

## Construcció

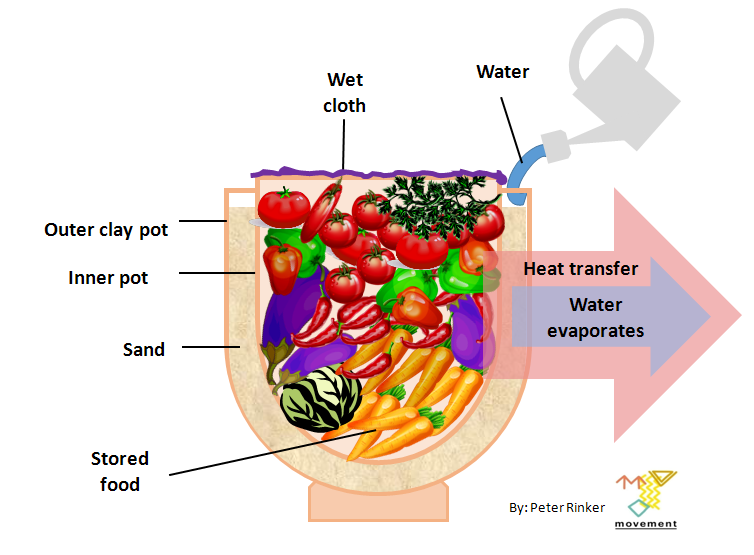
Funcionament d'un refrigerador mitjançant atuell de ceràmica.

Un Zeer es construeix col·locant un vas d'argila dins d'un vas de major dimensió, i s'omple amb sorra humida l'espai que queda entre les dues i es col·loca un tros de tela humida sobre la seva part superior.
El dispositiu refrigera en anar-se evaporant l'aigua, en clima calent i sec. Cal situar-lo en un espai sec i ventilat de manera que l'aigua pugui evaporar-se d'una forma efectiva. Els refrigeradors per evaporació no funcionen adequadament en climes amb alts nivells d'humitat ambient, ja que en aquestes condicions l'aigua té dificultats per evaporar-se.